# La musa del pianto e quella del sorriso
La musa del pianto e quella del sorriso è un film muto italiano del 1917 diretto e scritto da Amerigo Manzini.